# Кущенко, Оксана Владимировна
Окса́на Влади́мировна Ку́щенко (род. 18 февраля 1972, Москва, РСФСР, СССР) — советская и российская фристайлистка, чемпионка мира по фристайлу. Многократная победительница и призёр этапов Кубка мира. Заслуженный мастер спорта СССР по фристайлу(1992), мастер спорта СССР по спортивной гимнастике.
Выступала за Московское городское физкультурно-спортивное объединение и Экспериментальную школу высшего спортивного мастерства (г. Москва). Тренер - заслуженный тренер России С.Р. Шайбин.
Сотрудничает с радиостанцией "Маяк" в качестве внештатного спортивного журналиста. Выпускница Московского педагогического университета им.Н.К.Крупской (1993).